# Viktor Pihlak
Viktor Pihlak (* 3. Dezemberjul. / 15. Dezember 1886greg. auf dem Gut Sammuli im Kreis Viljandi; † 10. Juli 1967 in Tallinn) war ein estnischer Architekt, Ingenieur und Industrieller.

## Leben
Viktor Pihlak wurde als Sohn des estnischen Ziegelfabrikanten Toomas Pihlak (1862–1935) und dessen Ehefrau Mari Pihlak (geb. Magnus, 1861–1927) geboren.
Von 1901 bis 1904 besuchte er zunächst eine Privatschule in Tallinn, anschließend bis 1907 das Realgymnasium in Wyborg. 1912 schloss er sein Studium im Fach Ingenieurswesen am Polytechnischen Institut in Riga ab.
Seine berufliche Karriere als Ingenieur führte ihn zunächst über ein Architekturbüro in Tartu (1912/13) und den Livländischen Hypothekarverein (1913/14). Von 1914 bis 1919 war Pihlak Stadtingenieur von Tallinn. 1919 nahm er als Freiwilliger am Estnischen Freiheitskrieg gegen Sowjetrussland teil.
Viktor Pihlak war in der Zwischenkriegszeit auch politisch aktiv. Er gehörte der konservativ-nationalliberalen Estnischen Volkspartei (Eesti Rahvaerakond) an.
1919/20 arbeitete Pihlak im Handels- und Industrieministerium der neu gegründeten Republik Estland. Ende Juli 1920 war er formal Handels- und Industrieminister der Republik Estland im nur drei Tage währenden Kabinett seines Parteifreunds Ado Birk.
Von 1920 bis 1940 war Pihlak als einflussreicher Bauunternehmer, Architekt und Ziegelfabrikant in Estland tätig.
Mit der sowjetischen Besetzung Estlands und der Enteignung der Privatunternehmen fand Pihlak Anstellung in einer Maschinenfabrik im Tallinner Stadtteil Kopli. Im Februar 1951 verhafteten die sowjetischen Innenbehörden Pihlak wegen seiner Teilnahme am Estnischen Freiheitskrieg, der Tätigkeit für die Republik Estland und „anti-sowjetischer Schriften“. Er wurde zu zehn Jahren Lagerhaft und Einziehung seines Eigentums verurteilt. Die Jahre von 1951 bis 1956 war er in Narva inhaftiert. 1955 wurde die Strafe auf fünf Jahre Haft reduziert. 1959 wurde Pihlak im Zuge der Entstalinisierung von den sowjet-estnischen Behörden rehabilitiert, da die Verurteilung auf einem Fehlurteilt beruht haben soll.
Von 1959 bis 1966 arbeitete Pihlak als Ingenieur am Staatlichen Bauplanungsinstitut der Estnischen SSR „Eesti Projekt“.
Viktor Pihlak starb ein Jahr später im Alter von 80 Jahren in der estnischen Hauptstadt Tallinn. Er liegt auf dem dortigen Friedhof Rahumäe begraben.

## Privatleben
Brüder von Viktor Pihlak waren der Ingenieurswissenschaftler Artur Pihlak, der 1941 im sowjetischen Gulag starb, und der Mediziner Eduard Pihlak (1888–1945). Er hatte darüber hinaus eine Schwester, Aliide Johanna Pihlak (verh. Varres, 1893–1928).